# Caso Schalk y Kopf contra Austria
El Caso Schalk y Kopf contra Austria (demanda nº 30141/04) es un caso judicial decidido en 2010 por Tribunal Europeo de Derechos Humanos (TEDH) en el que se estableció que la Convención Europea de Derechos Humanos (CEDH) no obliga a los Estados miembros a legalizar o reconocer legalmente los matrimonios entre personas del mismo sexo.

## Antecedentes
Los demandantes eran una pareja de hombres que vivían en Viena, Austria. El 10 de septiembre de 2002 solicitaron iniciar los trámites para formalizar un matrimonio. La solicitud fue rechazada por una decisión del 20 de diciembre de 2002 del ayuntamiento de Viena. Se argumentó que el artículo 44 del Código Civil de Austria (Allgemeines Bürgerliches Gesetzbuch) establecía que un matrimonio solo podía contraerse entre personas de sexos opuestos. Según la jurisprudencia existente un matrimonio celebrado entre dos personas del mismo sexo sería nulo. Como los solicitantes eran dos hombres se consideró que no reunían los requisitos necesarios para contraer matrimonio. Entonces los demandantes presentaron una apelación al Gobernador regional de Viena (Landeshauptmann), que también fue desestimada. En su decisión del 11 de abril de 2003 ratificó la opinión legal del ayuntamiento. Además se refirió a que la jurisprudencia del Tribunal Administrativo (Verwaltungsgerichtshof) sobre el asunto constituía un impedimento para el matrimonio si las dos personas implicadas eran del mismo sexo.
En última instancia los demandantes presentaron una reclamación ante el Tribunal Constitucional de Austria (Verfassungsgerichtshof). En su queja los demandantes alegaron que la imposibilidad de contraer matrimonio constituía una violación de sus derechos constitucionales relativos a la vida privada y vida familiar y al principio de no discriminación. Austria considera la CEDH parte de su propia constitución, por lo que los principios alegados por los demandantes son los establecidos en los artículos 12, 8 y 14 de la convención. Argumentaron que el concepto de matrimonio había evolucionado desde 1812, cuando había entrado en vigor el código civil. En particular se alegó que la procreación y la educación de los hijos ya no formaban parte fundamental del matrimonio; y que la opinión actual era que el matrimonio era más una unión permanente para compartir todos los aspectos de la vida. Según esto no había justificación objetiva para excluir a las parejas del mismos sexo del matrimonio, más aún cuando el Tribunal Europeo de Derechos Humanos había establecido que cualquier diferenciación según la orientación sexual requería razones de peso. Además otros países habían ya permitido los matrimonios del mismo sexo o habían modificado su legislación para conceder el mismo estatus a las uniones civiles del mismo sexo.
El 12 de diciembre de 2003 el Tribunal Constitucional rechazó la reclamación de los demandantes. Los puntos relevantes de la sentencia son los siguientes:
- «Ni el principio de igualdad establecido en la Constitución Federal de Austria ni en la Convención de Derechos Humanos (como evidencia la aparición de “hombres y mujeres” en el artículo 12) requiere que el concepto de matrimonio dirigido a garantizar la posibilidad fundamental de la paternidad debiera extenderse a relaciones de clase diferente.»
- «El hecho de que las relaciones entre personas del mismo sexo caigan en el el ámbito de la vida privada y por tal disfruten de la protección del artículo 8 de la CEDH – que también prohíbe la discriminación por motivos no objetivos (artículo 14 de la CEDH) – no origina la obligación de cambiar la ley de matrimonio.»
- «Es innecesario en el caso actual revisar si, o en qué áreas, la ley discrimina injustificadamente a las relaciones entre personas del mismo sexo proporcionando reglamentos especiales para los matrimonios. No es la labor de este tribunal aconsejar a los legisladores sobre temas constitucionales o incluso asuntos de política legal.»
- «Por ello, la reclamación debe ser desestimada como infundada.»[2]

## Decisión del TEDH

### No hay violación del artículo 12 de la Convención
Los demandantes reclamaban que la ausencia de legislación que reconociera los matrimonios de parejas del mismo sexo en Austria constituía una violación del artículo 12 de la CEDH de Austria, que prevé lo siguiente:

Los hombres y mujeres en edad de casarse tienen el derecho a contraer matrimonio y a fundar una familia, según las leyes nacionales que regulen el ejercicio de este derecho.

El tribunal desestimó unánimemente la reclamación:

El tribunal observa que el artículo 12 garantiza el derecho a casarse de “hombres y mujeres”. En la versión francesa aparece como «l’homme et la femme ont le droit de se marier» (el hombre y la mujer tienen derecho a casarse). Es más, el artículo 12 garantiza el derecho a fundar una familia. Los demandantes argumentan que el texto no implica necesariamente que un hombre pueda casarse solamente con una mujer y viceversa. El tribunal observa, que visto aisladamente, podría interpretarse que redacción del artículo 12 no excluye el matrimonio entre dos hombres o dos mujeres. Sin embargo en los demás artículos fundamentales de la Convención que garantizan derechos y libertades para «todos» o afirma que «nadie» está sujeto a cierto tipo de prohibiciones. Por eso la elección de las palabras del artículo 12 debe considerarse deliberada. Además, debe contemplarse el contexto histórico en el que se adoptó la Convención. En los años 1950 el matrimonio era claramente entendido en el sentido tradicional de la unión de parejas de distinto sexo.

### No hay violación del artículo 14 en conjunción con el artículo 8 de la Convención
Como argumento subsidiario los demandantes reclamaban que habían sido discriminados por su orientación sexual al negárseles el derecho a casarse, según el artículo 14 en conjunción con el artículo 8 de la Convención Europea de Derechos Humanos.
Respecto a esta parte de la demanda el TEDH señaló lo siguiente:

En la medida en que que los demandantes comparecen sosteniendo que, si no se incluye en el artículo 12, el derecho al matrimonio podría derivar del artículo 14 en conjunción con el artículo 8, el tribunal no puede compartir su opinión. Se reitera que la Convención se debe leer como un conjunto y sus artículos deben por ello interpretarse en armonía unos con otros. Habiendo considerado a la conclusión anterior, a saber que el artículo 12 no impone la obligación a los estados que lo suscriben a garantizar el acceso al matrimonio a las parejas del mismos sexo, el artículo 14 tomado en conjunción con el artículo 8, una disposición de propósito y alcance más general, tampoco puede interpretarse para que se imponga tal obligación.

Los demandantes también consideraban que se violaban estos tres artículos por la falta de reconocimiento legal de las parejas del mismo sexo en Austria antes de 2010. El tribunal responde:

El tribunal no puede ignorar que hay un consenso europeo emergente sobre el reconocimiento legal de las parejas del mismo sexo. Es más, esta tendencia se ha desarrollado rápidamente durante la pasada década. Sin embargo no hay todavía una mayoría de estados que proporcionen reconocimiento legal a las parejas del mismo sexo. El área en cuestión debe por ello considerarse todavía como uno de los derechos en evolución sin consenso establecido, donde los estados deben disfrutar de un margen de apreciación a la hora de introducir cambios legislativos (..) La ley de registro de parejas austriaca, que entró en vigor el 1 de enero de 2010, refleja la evolución descrita anteriormente y así forma parte del consenso europeo. Aunque no en la vanguardia, no se puede reprochar al legislador austriaco que no haya introducido la ley de registro de parejas antes.

Los jueces Rozakis, Jebens y Tulkens discreparon a este respecto, afirmando:

Habiendo identificado una “situación similar relevante” (parra. 99), y enfatizando que “las diferencias basadas en a orientación sexual requiere razones particularmente serias como justificación” (para. 97), el tribunal debería haber fundamentado una violación del artículo 14 en conjunción con el artículo 8 de la Convención porque el gobierno demandado no presentó ningún argumento para justificar la diferencia de tratamiento, relegando esta cuestión principalmente a su margen de apreciación (parra. 80). Sin embargo, en ausencia de razonamientos convincentes ofrecidos por el estado demandado para justificar la diferencia de tratamiento, no debería haber lugar para aplicar el margen de apreciación. En consecuencia, la “existencia o no existencia de una base común entre las leyes de los estados adheridos” (parra. 98) es irrelevante siendo tales consideraciones solo una base subordinada para la aplicación del margen de apreciación. En realidad, es solo en el caso de que las autoridades nacionales ofrezcan bases para la justificación que puedan satisfacer al tribunal, tomando en cuenta la presencia o ausencia de común aprobación, situándolo mejor para tratar efectivamente el asunto.

### Opiniones discrepantes
Los jueces Rozakis, Jebens y Spielmann emitieron opiniones discrepates, argumentando que la falta de reconocimiento legal de las parejas del mismos sexo en Austria antes de 2010 constituía una violación del artículo 14 en conjunción con el artículo 8.
El juez Malinverni, junto al juez Kovler, emitieron una opinión discrepante, argumentando que el artículo 12 no podía bajo ninguna circunstancia aplicarse a las parejas de mismo sexo.

### Obiter dictumsobre si las relaciones homosexuales se consideran una forma de vida familiar
Aunque no afectara al resultado final, el tribunal aceptó, por primera vez, que las relaciones homosexuales se consideraran como una forma de «vida familiar». La declaración del obiter dictum fue así:

- «... la jurisprudencia del tribunal solo ha aceptado que las relaciones emocionales y sexuales de una pareja del mismo sexo constituyen parte de la “vida privada” pero no ha fundamentado que constituya parte de la “vida familiar”, incluso cuando se haya mantenido una relación prolongada de cohabitación entre los miembros de la pareja. Llegados a esa conclusión, el tribunal observa que a pesar de la creciente tendencia un varios estados europeos hacia el reconocimiento legal y judicial de las parejas de hecho entre homosexuales, dado la existencia de una base común pequeña entre los estados subscribientes, esta es un área en la que todavía gozan de un amplio margen de apreciación (...) 
- El tribunal aprecia que (...) está teniendo lugar una rápida evolución de las actitudes sociales hacia las parejas del mismo sexo en muchos países miembros. Desde entonces un considerable número de estados miembros han ofrecido reconocimiento legal a las parejas del mismos sexo (véase más arriba, párrafos 27-30). Ciertas disposiciones de la ley de la UE también reflejan una tendencia en alza a incluir a las parejas del mismo sexo en el concepto de “familia”(...).
- En vista de esta evolución el tribunal considera artificial mantener la opinión de que, a diferencia de una pareja de distinto sexo, una pareja del mismo sexo no pueda disfrutar del concepto de “vida familiar” para los propósitos del artículo 8. En consecuencia la relación de los demandantes, una cohabitación estable de una pareja del mismo sexo que viven juntos de facto, cae dentro del concepto de “vida familiar”, como una relación de una pareja de distinto sexo que estuviera en la misma situación.»

### Obiter dictum sobre el alcance del artículo 12 según la Carta de los Derechos Fundamentales
El tribunal emitió otro obiter dictum respecto al artículo 9 de Carta de los Derechos Fundamentales de la Unión Europea:

Considerando el artículo 9 de la Carta, el tribunal ya no podría considerar que el derecho al matrimonio se enmarca en el artículo 12 debiéndose limitar en toda circunstancia al matrimonio entre dos personas de distinto sexo. En consecuencia no se puede decir que el artículo 12 no se puede aplicar en la queja de los demandantes.

El juez Malinverni discrepó de este obiter dictum:

El artículo 12 es inaplicable a personas del mismo sexo. Admitiendo que garantiza el derecho al matrimonio, el artículo 9 de la Carta Derechos Fundamentales de la UE deliberadamente omite cualquier referencia a hombres y mujeres, ya que estipula que “el derecho a casarse y a fundar una familia será garantizado de acuerdo a las leyes nacionales que regulen estos derechos”. En mi opinión, sin embargo, no puede haber interferencias en consideración de esto por interpretación del artículo 12 de nuestra Convención. El comentario de la Carta realmente confirma que los autores del artículo 9 intentaron ser más amplios en alcance que los correspondientes artículos en otros tratados internacionales. Sin embargo no se debería olvidar que el artículo 9 de la Carta garantiza el derecho al matrimonio y a fundar una familia “de acuerdo a las leyes nacionales que regulen estos derecho”.
Refiriéndose de esta forma a la legislación doméstica relativa, el artículo 9 de la Carta simplemente deja a los estados la decisión de si desean permitir a las parejas homosexuales el derecho al casarse. Sin embargo, como el comentario destaca, “No hay ningún obstáculo para reconocer a las relaciones del mismo sexo en el conteste del matrimonio. No hay sin embargo ninguna obligación explícita para que las leyes domésticas instauren tales matrimonios.” En mi opinión el artículo 9 de la Carta no debería tenerse en cuenta en la interpretación del artículo 12 de la Convención que proporciona el derecho al matrimonio solo a las personas del sexos diferentes.